# Kadašman-Ḫarbe II.
Kadašman-Ḫarbe II. (nach Weidner eventuell Kadašman-Ḫarb-bat) war nach der Babylonischen Königsliste (Liste A der Meerland-Dynastie) der 30. König der Kassitischen Dynastie von Babylon, Nachfolger von Enlil-nādin-šumi und Vorgänger von Adad-šuma-iddina. Er regierte ein Jahr und sechs Monate (ca. 1223). Seine Vorfahren sind unbekannt, wahrscheinlich war er ein assyrischer Marionettenkönig.